# Justin Gray (cestista 1984)
Justin Gray (Raleigh, 31 marzo 1984) è un ex cestista statunitense.

## Palmarès
- Campionato ceco: 1

ČEZ Nymburk: 2008-09